# 28785 Woodjohn
28785 Woodjohn è un asteroide della fascia principale. Scoperto nel 2000, presenta un'orbita caratterizzata da un semiasse maggiore pari a 2,5843375 UA e da un'eccentricità di 0,0424474, inclinata di 1,17903° rispetto all'eclittica.